# Windows Identity Foundation
Windows Identity Foundation (WIF) は、マイクロソフトが開発したクレームベース認証に対応のアプリケーションを構築するためのフレームワーク。ASP.NETまたはWCFベースのセキュリティトークンサービスを構築するためのAPIと、クレーム対応および連合可能なアプリケーションを構築するためのツールを提供する。バージョン1.0では独立した製品として公開されたが、現在は.NET Framework 4.5の一部として構成されている。

## 技術的背景
認証に関しては旧来、下記のような課題があった。
- セキュリティ管理 : ログインなどの認証機能をWebアプリケーションへ実装する開発者は一般にセキュリティ専門家ではないため、セキュリティに強いID管理機能を実装するハードルが高かった。
- サービス独自の認証 : ひとつの企業でも多くのWebアプリケーションを提供するが、Webアプリケーションごとに認証方式が異なり、認証システムの構築自体にコストがかかる。また、巨大な統一認証システムも構築に高度な専門技術が必要な上、M＆Aなどによる再構築リスクが非常に高くなり、柔軟性がない。

マイクロソフトはこのような課題から、認証の機能を一元化した手法を考案し、サードパーティも含め業界共通に相互運用可能なシステムであるフェデレーションIDを構想した。フェデレーションIDはActive Directory フェデレーションサービス(ADFS)、Windows CardSpace、WIFの３つのコンポーネントから構築される。これらの一部を担う WIFは、クレームベースのIDモデルと認証に特化したフレームワークとして旧来の技術的課題を解決している。

## 主な機能
WIFには下記の主な特徴がある。
- 開発者は、開発者がクレームに基づいてアプリケーションへのアクセスを決定するためのコードを記述するのに役立つAPIのセットを提供することにより、クレーム対応アプリケーションを構築が可能。
- 開発者がクレーム対応アプリケーションの構築を開始できるようにするためのテンプレートが用意されている。
- クレーム対応アプリケーション（リライングパーティアプリケーションまたはRPとも呼ばれる）とセキュリティトークンサービス（STS）との間の信頼関係の作成を容易にするユーティリティを提供する。
- 開発者がクレーム対応アプリケーションでWebページを作成するのに役立つ一連のASP.NETコントロールを提供する。
- 開発者がクレームとNTトークンの間で翻訳するのに役立つユーティリティが含まれているため、クレーム対応アプリケーションを使用してNTトークンベースのIDを必要とするリソースにアクセスすることができる。
- これには、アイデンティティが複数のサービス境界にわたって維持され、クレームの委任が可能になる機能が含まれる。
- 開発者がASP.NETまたはWCFを使用してカスタムセキュリティトークンサービスを構築するためのツールを提供する。

## 関連
- フェデレーション
- アイデンティティ管理
- 認証